# 朴相赫
朴 相赫（パク・サンヒョク、1990年3月7日 - ）は起亜タイガースに所属していた韓国のプロ野球選手（投手）。

## 経歴

### 起亜時代
2009年に起亜タイガースに入団した。
3年間で一軍出場がなく、2011年限りで戦力外となった。

### NC時代
2012年より新球団NCダイノスの入団テストに合格して移籍に成功。
2013年に初出場を果たした。4月2日開幕戦に中堅手として出場し、チーム史上最初のアウトカウントとなるセンターフライを取った。
同年は8試合に出場し2安打の成績に終わり、シーズンが終わった後には姜九成とともに入隊した。
2015年に除隊され軍服務を終えた。
2016年のスプリングキャンプで外野手から投手にポジションを転向した。同年は投手として2試合に登板。
2017年は一軍出場がなく、同年途中に解雇され現役を引退した。一軍での出場は投手と野手を合計して僅か10試合だった。

## 詳細情報

### 年度別打撃成績
| 年 度    | 球 団    | 試 合 | 打 席 | 打 数 | 得 点 | 安 打 | 二 塁 打 | 三 塁 打 | 本 塁 打 | 塁 打 | 打 点 | 盗 塁 | 盗 塁 死 | 犠 打 | 犠 飛 | 四 球 | 敬 遠 | 死 球 | 三 振 | 併 殺 打 | 打 率 | 出 塁 率 | 長 打 率 | O P S |
| -------- | -------- | ----- | ----- | ----- | ----- | ----- | -------- | -------- | -------- | ----- | ----- | ----- | -------- | ----- | ----- | ----- | ----- | ----- | ----- | -------- | ----- | -------- | -------- | ----- |
| 2013     | NC       | 8     | 15    | 15    | 0     | 2     | 0        | 0        | 0        | 2     | 0     | 0     | 0        | 0     | 0     | 0     | 0     | 0     | 5     | 0        | .133  | .133     | .133     | .266  |
| KBO：1年 | KBO：1年 | 8     | 15    | 15    | 0     | 2     | 0        | 0        | 0        | 2     | 0     | 0     | 0        | 0     | 0     | 0     | 0     | 0     | 5     | 0        | .133  | .133     | .133     | .266  |

### 背番号
- 57 （2009年 - 2011年）
- 44 （2012年）
- 53 （2013年）
- 33 （2016年）
- 19 （2017年）

## プレースタイル・人物
金卿文監督の話によれば、チームのムードメーカーだという。